# Madagaskar op de Olympische Zomerspelen 1996
Tijdens de Olympische Zomerspelen van 1996 die in Atlanta werden gehouden nam Madagaskar voor de 7e maal deel.

## Deelnemers

### Atletiek
| Olympiër                                                                                              | Discipline      | Resultaat | Prestatie                                                                      |
| --- | --------------- | --------- | ------------------------------------------------------------------------------ |
| Joseph Rakotoarimanana                                                                                | 800m (m)        | 29e       | serie 1: 6de in 1:47,33                                                        |
| Victor Razafindrakoto                                                                                 | marathon (m)    | DNF       | niet gefinisht                                                                 |
| |                 |           |                                                                                |
| Hanitriniaina Rakotondrabé                                                                            | 100m (v)        | 20e       | serie 1: 2de in 11,36 kwartfinale 1: 6de in 11,43                              |
| Nicole Ramalalanirina                                                                                 | 100m horden (v) | 14e       | serie 2: 3de in 12,90 kwartfinale 3: 2de in 12,90 halve finale 1: 6de in 13,01 |
| Lantoniaina Ramalalanirina Hanitriniaina Rakotondrabé Nicole Ramalalanirina Lalao Robine Ravaoniriana | 4x100m (v)      | DNF       | serie 2: niet gefinisht                                                        |

### Boksen
| Olympiër          | Discipline | Resultaat | Prestatie                                                           |
| ----------------- | ---------- | --------- | ------------------------------------------------------------------- |
| Anicet Rasoanaivo | -48kg (m)  | 9e        | 1ste ronde: W van HON Baca: 12–0 2de ronde: V van USA Guardado: 4–9 |

### Tennis
| Olympiër                                | Discipline     | Resultaat | Prestatie                                                |
| --------------------------------------- | -------------- | --------- | -------------------------------------------------------- |
| Dally Randriantefy                      | enkelspel (v)  | 33e       | 1ste ronde: V van JPN Date: 0-6, 1-6                     |
| Natacha Randriantefy Dally Randriantefy | dubbelspel (v) | 17e       | 1ste ronde: V van ESP Martinez/Sánchez Vicario: 1-6, 3-6 |

### Zwemmen
| Olympiër                  | Discipline          | Resultaat | Prestatie               |
| ------------------------- | ------------------- | --------- | ----------------------- |
| Jean-Luc Razakarivony     | 100m schoolslag (m) | 41e       | serie 1: 2de in 1.07,34 |
|                           |                     |           |                         |
| Harijesy Razafindramahata | 100m rugslag (v)    | 36e       | serie 1: 4de in 1.13,83 |

Afghanistan · Albanië · Algerije · Amerikaanse Maagdeneilanden · Amerikaans-Samoa · Andorra · Angola · Antigua‑Barbuda · Argentinië · Armenië · Aruba · Australië · Azerbeidzjan · Bahama's · Bahrein · Bangladesh · Barbados · België · Belize · Benin · Bermuda · Bhutan · Bolivia · Bosnië en Herzegovina · Botswana · Brazilië · Britse Maagdeneilanden · Brunei · Bulgarije · Burkina Faso · Burundi · Cambodja · Canada · Centraal-Afrikaanse Republiek · Chili · China · Chinees Taipei · Colombia · Comoren · Congo-Brazzaville · Cookeilanden · Costa Rica · Cuba · Cyprus · Denemarken · Djibouti · Dominica · Dominicaanse Republiek · Duitsland · Ecuador · Egypte · El Salvador · Equatoriaal-Guinea · Estland · Ethiopië · Fiji · Filipijnen · Finland · Frankrijk · Gabon · Gambia · Georgië · Ghana · Grenada · Griekenland · Groot-Brittannië · Guam · Guatemala · Guinee · Guinee-Bissau · Guyana · Haïti · Honduras · Hongarije · Hongkong · Ierland · IJsland · India · Indonesië · Irak · Iran · Israël · Italië · Ivoorkust · Jamaica · Japan · Jemen · Joegoslavië · Jordanië · Kaaimaneilanden · Kaapverdië · Kameroen · Kazachstan · Kenia · Kirgizië · Koeweit · Kroatië · Laos · Lesotho · Letland · Libanon · Liberia · Libië · Liechtenstein · Litouwen · Luxemburg ·  Macedonië · Madagaskar · Malawi · Malediven · Maleisië · Mali · Malta · Marokko · Mauritanië · Mauritius · Mexico · Moldavië · Monaco · Mongolië · Mozambique · Myanmar · Namibië · Nauru · Nederland · Nederlandse Antillen · Nepal · Nicaragua · Nieuw-Zeeland · Niger · Nigeria · Noord-Korea · Noorwegen · Oeganda · Oekraïne · Oezbekistan · Oman · Oostenrijk · Pakistan · Palestina · Panama · Papoea-Nieuw-Guinea · Paraguay · Peru · Polen · Portugal · Puerto Rico · Qatar · Roemenië · Rusland · Rwanda · Saint Kitts en Nevis · Saint Lucia · Saint Vincent en Grenadines · Salomonseilanden · Samoa · San Marino · Sao Tomé en Principe · Saoedi-Arabië · Senegal · Seychellen · Sierra Leone · Singapore · Slovenië · Slowakije · Soedan · Somalië · Spanje · Sri Lanka · Suriname · Swaziland · Syrië · Tadzjikistan · Tanzania · Thailand · Togo · Tonga · Trinidad en Tobago · Tsjaad · Tsjechië · Tunesië · Turkije · Turkmenistan · Uruguay · Vanuatu · Venezuela · Verenigde Arabische Emiraten · Verenigde Staten · Vietnam · Wit-Rusland · Zaïre · Zambia · Zimbabwe · Zuid-Afrika · Zuid-Korea · Zweden · Zwitserland